# Vulkani Kamčatke
Vulkani Kamčatke so velika skupina vulkanov na polotoku Kamčatka v vzhodni Rusiji. Reko Kamčatko in okoliško osrednjo stransko dolino obdajajo veliki vulkanski pasovi, ki vsebujejo okoli 160 vulkanov, od katerih jih je 29 še aktivnih. Polotok ima visoko gostoto vulkanov in z njimi povezanih vulkanskih pojavov, pri čemer je od 29 aktivnih vulkanov vključenih šest na Unescov seznam svetovne dediščine v skupini Vulkani Kamčatke, večina na polotoku Kamčatka.

## Geografija
Najvišji vulkan je Ključevska Sopka (4750 m), največji aktivni vulkan na severni polobli, medtem ko je najbolj presenetljiv Kronocki, za čigar popoln stožec sta slavna vulkanologa Robert in Barbara Decker dejala, da je glavni kandidat za najlepši vulkan na svetu. Nekoliko bolj dostopni so trije vulkani, ki so vidni iz Petropavlovsk-Kamčatskega: Korjakski, Avačinski in Kozelski. V središču Kamčatke je svetovno znana Evrazijska Dolina gejzirjev, ki jo je junija 2007 delno uničil ogromen blatni plaz.
Zaradi Kurilsko-Kamčatskega tektonskega jarka se dokaj pogosto pojavljajo globoko žariščni potresni dogodki in cunamiji. Ob obali se je 16. oktobra 1737 in 4. novembra 1952 zgodil par meganarivnih potresov z magnitudo ≈9,3 oziroma 8,2. Veriga plitvih potresov je bila zabeležena šele aprila 2006. Pomemben potres z magnitudo 7,7 s plitko globino 10 kilometrov  se je zgodil v Tihem oceanu, 202 km ESE od Nikolskega, 18. julija 2017.

## Seznam vulkanov od severa do juga
| Ime                      | Višina (m) | koordinate                                 |
| ------------------------ | ---------- | ------------------------------------------ |
| Lettunup                 | 1340       | 58°24′N 161°05′E / 58.40°N 161.08°E        |
| Vojampolski              | 1225       | 58°22′N 160°37′E / 58.37°N 160.62°E        |
| Severni                  | 1936       | 58°17′N 160°52′E / 58.28°N 160.87°E        |
| Snegovoj                 | 2169       | 58°12′N 160°58′E / 58.20°N 160.97°E        |
| Ostri                    | 2552       | 58°11′N 160°49′E / 58.18°N 160.82°E        |
| Spokojni                 | 2171       | 58°08′N 160°49′E / 58.13°N 160.82°E        |
| Iktunup                  | 2300       | 58°05′N 160°46′E / 58.08°N 160.77°E        |
| Snežni                   | 2169       | 58°01′N 160°45′E / 58.02°N 160.75°E        |
| Atlasova ali Nilgimelkin | 1764       | 57°58′N 160°39′E / 57.97°N 160.65°E        |
| Beli                     | 2080       | 57°53′N 160°32′E / 57.88°N 160.53°E        |
| Alngej                   | 1853       | 57°42′N 160°24′E / 57.70°N 160.40°E        |
| Uka                      | 1643       | 57°42′N 160°35′E / 57.70°N 160.58°E        |
| Jelovski                 | 1381       | 57°32′N 160°32′E / 57.53°N 160.53°E        |
| Šišel                    | 2525       | 57°27′N 160°22′E / 57.45°N 160.37°E        |
| Meždusopočni             | 1641       | 57°28′N 160°15′E / 57.47°N 160.25°E        |
| Titila                   | 1559       | 57°24′N 160°06′E / 57.40°N 160.10°E        |
| Gorni Institute          | 2125       | 57°20′N 160°12′E / 57.33°N 160.20°E        |
| Tuzovskij                | 1533       | 57°19′N 159°58′E / 57.32°N 159.97°E        |
| Leutongej                | 1333       | 57°18′N 159°50′E / 57.30°N 159.83°E        |
| Sedankinski              | 1241       | 57°14′N 160°05′E / 57.23°N 160.08°E        |
| Fedotič                  | 965        | 57°08′N 160°24′E / 57.13°N 160.40°E        |
| Kebenej                  | 1527       | 57°06′N 159°56′E / 57.10°N 159.93°E        |
| Kizimen                  | 2376       | 55°07′48″N 160°19′12″E / 55.130°N 160.32°E |

- skupina Ključevska Sopka
  - Šiveluč, 3307 m
  -  Ključevska Sopka
  - Bezmiani
- Kronocki
- skupina Avačinskaja
  - Aag
  - Arik
  - Korjakski
  - Avačinski
  - Kozelski
- Ksudač
- Iljinski
- Kambalni
- Karimski kamčatkin najbolj aktiven vulkan, ki nenehno bruha

Izven zaporedja:
- Tolbačik
- Komarov
- Županovski